# Genoteerde vennootschap
Genoteerde vennootschappen, beursgenoteerde vennootschappen, ondernemingen van openbaar belang (OOB) of vennootschappen die een publiek beroep doen op het spaarwezen zijn vennootschappen waarvan de aandelen, effecten, obligaties of warranten genoteerd zijn op een effectenbeurs. Daar zijn ze in principe vrij verhandelbaar.
Genoteerde vennootschappen zijn doorgaans onderworpen aan een strengere regelgeving dan niet-genoteerde vennootschappen, bijvoorbeeld wat betreft boekhoudkundige regels (zie de IFRS), regels inzake machtsmisbruik en informatieverplichtingen. In België zijn genoteerde vennootschappen onderworpen aan controle door de FSMA.